# MOTOTRBO
MOTOTRBO – cyfrowy radiotelefon produkcji firmy Motorola. Jest oparty i zgodny z europejskim standardem 2-slotowym  DMR i korzysta z wielodostępu z podziałem czasu (TDMA). Pojedynczy kanał 12,5 kHz jest w stanie przenosić dwie jednoczesne i niezależne konwersacje lub równoczesne i niezależne ścieżki głosowe i ścieżki danych, z których każda ma odpowiednik 6,25 kHz, jednak szerokość pasma DMR przekracza maksymalną wymaganą dla centrów kanałowych UHF 6.25 kHz. Transceivery i stacje przekaźnikowe MOTOTRBO mogą być retrokompatybilne z analogowym FM za pomocą CTCSS lub CDCSS.
MOTOTRBO jest oparty na następujących normach ETSI:
- Interfejs powietrzny ETSI TS 102 361-1
- ETSI TS 102 361-2 Usługi i usługi głosowe i ogólne
- ETSI TS 102 361-3 Protokół danych
- ETSI TS 102 361-4 Protokół trunkingowy